# Monreale
Monreale es un municipio italiano de la provincia de Palermo, en Sicilia. Tenía 38 209 habitantes en 2010.

## Toponimia
El topónimo en italiano es Monreale y en siciliano es Murriali.

## Geografía
Se encuentra 2 km al sur de Palermo. Con sus 529 km² es el sexto municipio de Italia por extensión territorial, tras Roma, Rávena, Cerignola, Noto y Sassari; y el segundo municipio italiano, después de Roma en número de municipios limítrofes (23).

## Historia

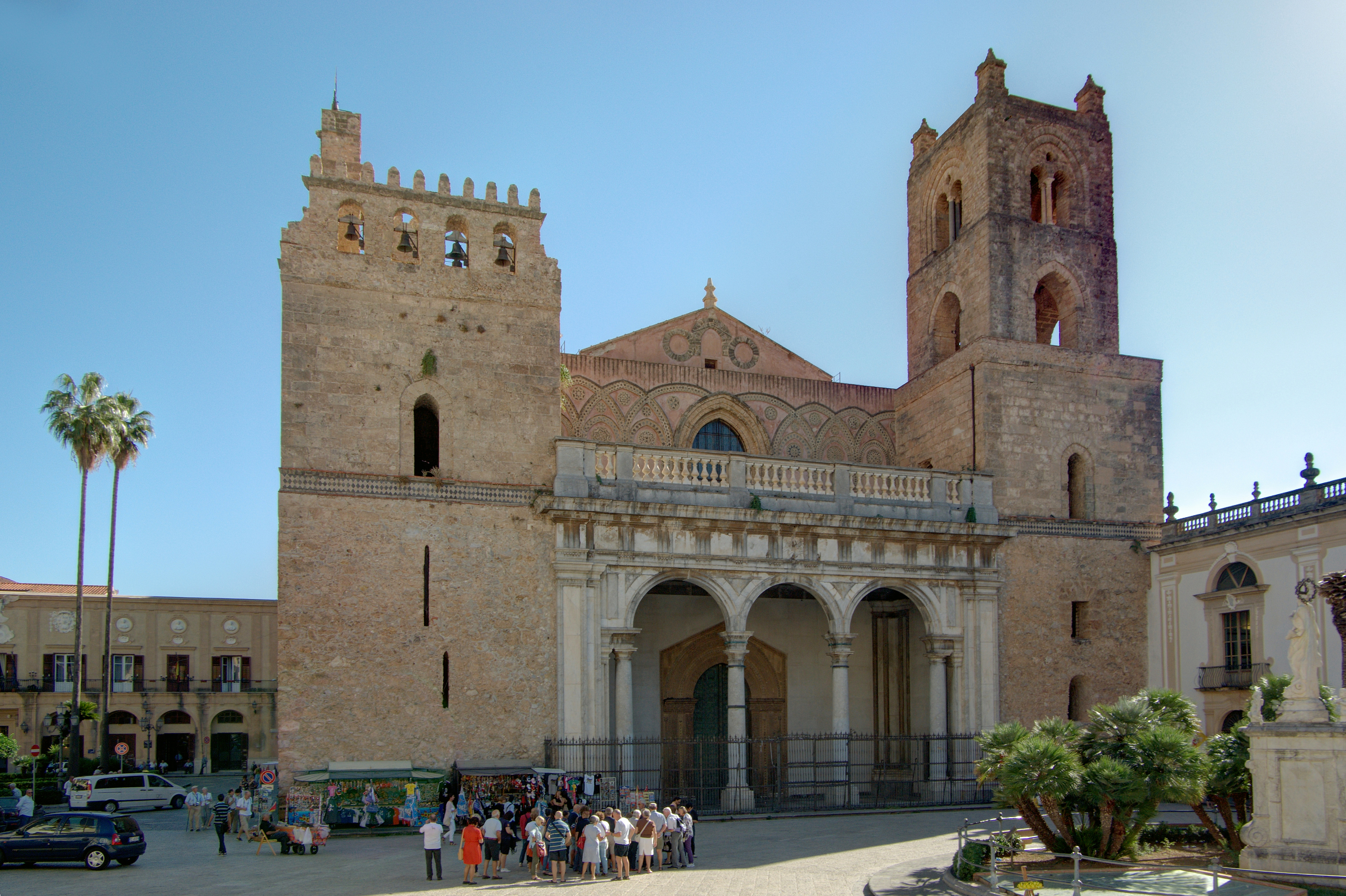
Fachada de la catedral de Monreale

Domina Palermo y la verde llanura de Conca d´Oro desde lo alto de una colina, y debe su fama a su catedral, obra maestra de la arquitectura de estilo árabe-normando del siglo XII, erigida en 1174 por voluntad del rey normando Guillermo II.
En julio de 2015, el conjunto «Palermo árabe-normando y las catedrales de Cefalú y Monreale» fue incluido en la lista del patrimonio de la Humanidad por la Unesco. La catedral de Monreale es uno de los nueve bienes individuales que comprende la declaración.
La Catedral de Monreale cuenta con una singularidad, tiene un orificio en el techo por el que entra la luz del sol y dependiendo la época  del año la luz da en el símbolo  del horóscopo  que corresponde. Están  grabados en el suelo. Estos símbolos son paganos y no suelen estar en templos cristianos

## Demografía
| Gráfica de evolución demográfica de Monreale entre 1861 y 2006 |
|                                                                |
| Fuente ISTAT - Elaboración gráfica por parte de Wikipedia      |